# Kombo

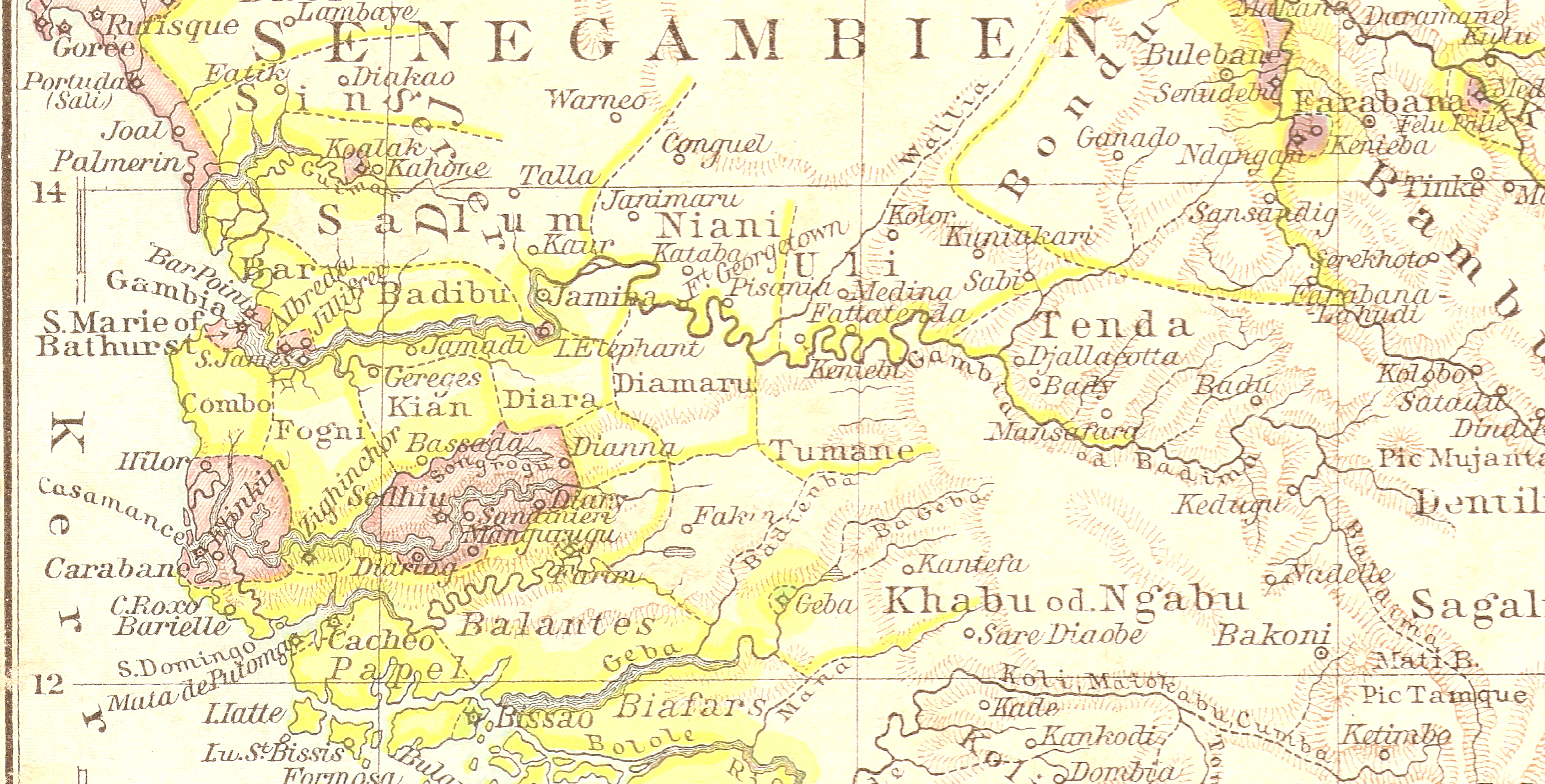
Alte Karte aus dem Andrees Allgemeiner Handatlas (1881) mit der Lage von Combo

Kombo (Namensvariante: Combo, Kumbo) war ein historisches Reich in den heutigen westafrikanischen Staaten Gambia und Senegal.

## Geographische Lage
Kombo umfasste im Kern die heutigen Distrikte Kombo Central, Kombo East, Kombo North und Kombo South in der West Coast Region sowie die Kombo-St. Mary Area einschließlich der Hauptstadt Banjul. Die Distrikte zusammenfassend wird noch immer von der Region Kombo gesprochen. Zusätzlich dehnte sich das Staatswesen südlich davon aus auf die Gegend von Diouloulou und Kafountine im Nordwesten des heutigen Départements Bignona der Region Ziguinchor in der Casamance.
Begrenzt war Kombo im Norden von der Trichtermündung des Gambia, im Westen vom Atlantischen Ozean, im Süden vom Reich Elinkin an der Mündung des Casamance-Flusses und im Osten vom Reich Foni. Das Land ist flach und am Ufer des Gambia mit Mangrovenwald bedeckt.

## Geschichte
Das Reich war vom frühen 18. Jahrhundert bis Mitte des 19. Jahrhunderts eines der neun Reiche der Mandinka am südlichen Ufer des Gambia-Flusses und kontrollierte die Mündung des Flusses zum Atlantischen Ozean. Aus dem Jahr 1732 gibt es zwei historische Karten mit den Titeln „A map of the River Gambia from its mouth to Eropina“ und „A map of the River Gambia from Eropina to Barrakunda“. Diese zeigen den Flusslauf von der Mündung in den Atlantischen Ozean bis Eropina sowie von Deer Island bis Barrakunda. Auf der ersten Karte ist Kombo als Kumbo bezeichnet und zeigt den Gebietsstand vor dem Zugriff der britischen Kolonialmacht. 1816 kaufte Captain Alexander Grant St. Mary’s Island dem Herrscher von Kombo ab, um dort einen britischen Stützpunkt zu errichten. Im Juli 1840 wurde das Vorland der Insel um Cape St. Mary an die Briten verkauft, das sie von nun an British Kombo nannten. British Kombo wurde später in Kombo-St. Mary Area (auch Kombo St. Mary) umbenannt, die Region ist heute noch unter diesen Namen bekannt.